# Departament poznański (Księstwo Warszawskie)
Departament poznański – jednostka administracyjna Księstwa Warszawskiego ze stolicą w Poznaniu utworzona na podstawie art. 64 konstytucji z dotychczasowego departamentu poznańskiego Prus Południowych. 19 grudnia 1807 r. dokonano podziału departamentu na powiaty i zgromadzenia gminne. Po kongresie wiedeńskim wszedł w skład Wielkiego Księstwa Poznańskiego, oprócz połowy powiatu pyzdrskiego i części powiatu powidzkiego, które weszły w skład Królestwa Polskiego (do powiatu słupeckiego).
W 1810 r. departament liczył 581 210 mieszkańców.
Prefektem departamentu od 1807 do maja 1809 r. był Józef Łuba, a od czerwca 1809 r. Józef Adam Poniński.

## Podział administracyjny
- powiat poznański
- powiat babimojski
- powiat gnieźnieński
- powiat powidzki
- powiat wągrowiecki
- powiat kościański
- powiat wschowski
- powiat krobski
- powiat krotoszyński
- powiat międzyrzecki
- powiat pyzdrski
- powiat średzki
- powiat obornicki
- powiat śremski